# Célia Helena
Célia Camargo Silva (São Paulo, Brasil, 13 de marzo de 1936-São Paulo, 29 de marzo de 1997), más conocida como Célia Helena, fue una actriz, directora de teatro y pedagoga brasileña.

## Biografía
Helena fue popular por su trabajo como actriz en televisión y cine, en el teatro de São Paulo donde consolidó su carrera, frente a actores como Paulo Autran y Cacilda Becker. Fue una actriz de sólida, reconocida y consistente carrera teatral, siendo parte de la historia del teatro brasileño al participar activamente en las bases que influirían en la práctica escénica hasta la época contemporánea: Teatro de Arena, Teatro Oficina, Teatro Cacilda Becker, Rubens de Falco, entre otros. Además, formó a toda una generación de artistas en su escuela, en la que se aseguró de brindar una atención dedicada a todos los estudiantes.
Fundó el Teatro-escuela Célia Helena (TECH), en São Paulo en 1977. El Centro de Artes y Educación Célia Helena se ha convertido en uno de los centros de formación de actores más tradicionales del país, integrando la Escuela Superior de Artes Célia Helena (ESCH) en 2008, actualmente ofreciendo cursos de Lato Sensu y posgrados profesionales  y una Maestría en Artes Escénicas.
Celia murió días después de cumplir 61 años, en el Hospital Albert Einstein, donde había estado internada desde el 6 de marzo por una rara cirugía de cáncer, que ataca las paredes de los vasos sanguíneos.

## Vida personal
Fue madre de la actriz y bailarina Elisa Ohtake, con Ruy Ohtake, y de la actriz y directora de teatro Lígia Cortez, con Raúl Cortez.

## Carrera profesional

### Televisión
| Año                           | Título                      | Papel                       |
| ----------------------------- | --------------------------- | --------------------------- |
| 1995                          | Tú decides                  | (Episodio: El gran hombre ) |
| 1987                          | Mandala                     | Ceres Silveira              |
| 1987                          | Derecho al amor             | Berenice                    |
| 1985                          | Juego de amor               | Cida                        |
| 1984                          | Fiesta alta                 | Izildinha                   |
| 1983                          | Pareja 80                   | Cida                        |
| 1983                          | Sabor a miel                | Isolina                     |
| mil novecientos ochenta y dos | Campeón                     | Ester                       |
| 1981                          | Brillante                   | Regina                      |
| 1976                          | Canción para Isabel         | Maria Carolina              |
| 1975                          | Vila do Arco                | Severina                    |
| 1972                          | El príncipe y el mendigo    |                             |
| 1971                          | Cuarenta años después       |                             |
| 1971                          | Pingo de Gente              | Marta                       |
| 1971                          | Editorial Mayo, Buenos días |                             |
| 1970                          | Tilim                       | Lavinia                     |
| 1968                          | El décimo mandamiento       |                             |

### Cine
| Año                           | Título                          | Papel      |
| ----------------------------- | ------------------------------- | ---------- |
| 1953                          | Muerte                          |            |
| 1954                          | Llamas en la plantación de café |            |
| 1954                          | Floradas en Serra               | Turquinha  |
| 1971                          | Cordelia, Cordelia              | Predicador |
| 1973                          | La Virgen                       | Inês       |
| 1973                          | El ángel rubio                  | Helena     |
| 1975                          | El favorito                     | Orminda    |
| mil novecientos ochenta y dos | Tripas del corazón              | [ 5 ]      |

### Teatro
- 1953 - Inimigos Íntimos - TBC (Rio de Janeiro)[6]
- 1955 - OsTrês Maridos de Madame - Teatro Leopoldo Fróes
- 1955 - O Prazer da Honestidade - Teatro de Arena
- 1955 - A Ilha dos Papagaios - Teatro Maria Della Costa
- 1956 - Não te Assusta Zacharias! - Teatro Maria Della Costa e viagem ao RS
- 1957 - Tragédia para Rir - Teatro da Federação Paulista de Futebol
- 1957 - Quando Éramos Casados
- 1958 - Matar - TBC
- 1958 - Do Outro Lado da Rua - TBC
- 1958 - O Marido Confundido - TBC
- 1959 - Com o Teatro Cacilda Becker, no Brasil e em Portugal, participou das produções: Os Perigos da Pureza, Maria Stuart, A Dama das Camélias, O Auto da Compadecida, O Santo e a Porca, Santa Martha Fabril S.A.
- 1960 - Boca de Ouro - Teatro da Federação Paulista de Futebol
- 1961 - A Vida Impressa em Dólar - Teatro Oficina
- 1961 - José do Parto à Sepultura - Teatro Oficina
- 1962 - Um Bonde Chamado Desejo - Teatro Oficina
- 1962 - Todo Anjo é Terrível - Teatro Oficina
- 1963 - Os Pequenos Burgueses - Teatro Oficina
- 1964 - Andorra - Teatro Oficina
- 1964 - Quatro num Quarto - Teatro Oficina
- 1964 - Festival de Atlântida - com o repertório do Teatro Oficina
- 1965 - Os Inimigos - Teatro Oficina
- 1967 - O Estado Militarista, ou A Saída, Onde Fica a Saída? - Teatro Opinião, RJ
- 1967 - Círculo de Giz Caucasiano - Teatro de Arena
- 1968 - Um Dia na Morte de Joe Egg - Teatro Bela Vista
- 1968 - As Moças - Teatro Cacilda Becker
- 1968 - O Clube da Fossa - TBC
- 1969/70 - O Balcão - Teatro Ruth Escobar
- 1972 - Panorama Visto da Ponte - Teatro Cacilda Becker
- 1972 - Sambão Didático - Projeto Monteiro Lobato, em escolas
- 1973 - E Deus Criou a Varoa - Projeto Monteiro Lobato, em escolas
- 1974/75 - Autos Sacramentais - Teatro Ruth Escobar e excursão à França, Irã e Itália
- 1976 - Pano de Boca - Teatro Treze de Maio
- 1976 - Sétima Morada - Teatro Ruth Escobar, escolas da Capital e do Estado, e igrejas
- 1977 - Libel e a Sapateirinha - Teatro Célia Helena (inauguração, horário infantil)
- 1977 - O Casamento de Natalina - Teatro Célia Helena (inauguração, horário adulto)
- 1978 - A Missa do Vaqueiro - Teatro MEC-Funarte
- 1980 - A Nonna - Teatro Anchieta
- 1982 - Numa Nice - Teatro Anchieta
- 1983 - Rock and Roll
- 1984 - Oi Vento... Tudo Bem? - Teatro Célia Helena
- 1988 - Pegando Fogo lá Fora - Teatro de Cultura Artística
- 1990/91 - Os Pequenos Burgueses - Teatro Procópio Ferreira e teatros estaduais do Brasil
- 1991 - Laços Eternos - Teatro Ruth Escobar
- 1992 - Luar em Preto e Branco - Teatro Hilton

### Premios
- Mejor actriz - Festival of Atlantis
- Premio del Gobernador del Estado y Premio APCA (Ass. Premio de la Crítica de Arte) por Cuatro en una habitación, de Valentin Kataiev
- Premio Gobernador del Estado y Premio APCA por As Moças, de Isabel Câmara
- Premio Gobernador del Estado y Premio APCA por O Balcão, de Jean Genet
- Premio Molière y Premio APCT (Ass. Of Theatre Critics) de Pano de Boca, de Fauzi Arap
- Premio Mambembe, Premio APCA, Premio APETESP y Premio del Gobernador del Estado por Pedro y el Lobo